# ویکتور گوستاو بلود
ویکتور گوستاو بلود اول (Victor Gustav Bloede I) (زادهٔ ۱۴ مارس ۱۸۴۹‏ – درگذشتهٔ ۲۷ مارس ۱۹۳۷‏)، شیمیدان و تولیدکنندهٔ مواد شیمیایی، رئیس شرکت ویکتور جی. بلود و بازرگان بود.

## اوایل زندگی و تحصیلات
بلود در سال ۱۸۴۹ در درسدن آلمان چشم به جهان گشود. مادرش، ماری فرانزیسکا یونگنیتس و پدرش، گوستاو بلود بود. گوستاو پزشک و در جریان انقلاب‌های آلمان، عضو شورای شهر درسدن بود. گوستاو به‌ناچار از آلمان فرار کرد، به آنتورپ رفت و در آنجا منتظر ماند تا خانواده‌اش از راه برسند. خانواده (ماری، گوستاو، و سه فرزندشان، گرترود، کیت و ویکتور) در ۱۴ ژوئیه ۱۸۵۰ با کشتی جولیا هاوارد از آنتورپ حرکت کردند و در ۲۱ اوت به نیویورک رسیدند. گوستاو بلود پس از ورود به ایالات متحده در کسوت جراح در جنگ داخلی آمریکا خدمت کرد. پس از جنگ، خانوادهٔ او در بروکلین، نیویورک سکنا گزیدند. خانهٔ فرهنگی بلود به سالنی تبدیل شد که چهره‌های قرن نوزدهمی نظیر توماس بیلی آلدریچ را به خود جذب می‌کرد. ویکتور مجوز تحصیل در مدرسهٔ دولتی را اخذ کرد و در ۱۲ سالگی، با انجام کارهای اداری مخارج تحصیل خود را تأمین می‌کرد. او درحالی‌که روزها کار می‌کرد، شب‌ها در مؤسسهٔ کوپر (که بیشتر به اتحادیهٔ کوپر معروف است) در نیویورک تحصیل می‌کرد. در آنجا پیتر کوپر راهنمای او بود.
مادرش، ماری بلود، منبع اصلی الهام ویکتور بود و او را راهنمایی و تشویق می‌کرد. خانواده‌اش فرهنگی فاخر داشتند. نه‌تنها پدرش، با فعالیت در علوم طبیعی شخصیتی برجسته و متمایز بود، بلکه دو دایی‌اش در ادبیات و سیاست نامی برای خود دست‌وپا کرده بودند. ویکتور نیز مانند پدرش، با تحصیل در مؤسسهٔ کوپر به علوم طبیعی علاقه‌مند شد. در سال ۱۸۶۷،‏ ویکتور فارغ‌التحصیل شد و در ۱۸ سالگی مدرک مهندسی دریافت کرد. او همچنین مفتخر به آشنایی با پیتر کوپر، صنعتگر بزرگ، مخترع، نیکوکار و بنیان‌گذار مؤسسه بود. الگوها و آموزه‌های پیتر کوپر در شکل‌گیری شخصیت ویکتور و فعالیت‌های او خیلی تأثیرگذار بود.

## حرفه
در سال ۱۸۶۸، بلود در شرکت «محصولات شیمیایی» مشغول به فعالیت شد. این شرکت، یک شرکت شیمیایی کوچک در بروکلین، نیویورک، در امتداد کانال خلیج گوانوس بود. او در آنجا به مطالعهٔ ساخت مواد شیمیایی و تهیهٔ دارو پرداخت. در سال ۱۸۷۳، بلود به پومروی، اوهایو، مرکز تولید نمک در امتداد رودخانهٔ اوهایو رفت. او به شرکت اوکس و راثبون در پارکرسبورگ، ویرجینیای غربی ملحق شد که فعالیتش تولید اسید سولفوریک برای تقطیر برم در منطقه بود. این کارخانه در سمت جنوبی رودخانهٔ لیتل کاناها یکی از شاخه‌های رودخانهٔ اوهایو واقع شده بود. در سال ۱۸۷۵، اوکس از شرکت رفت و بلود منافع او را تصاحب کرد. در آن زمان بود که شرکت، به نام بلود و راثبون شناخته می‌شد. خط تولید به سولفات‌های آهن، نیترات آهن، نمک‌های قلع، مواد ثابت‌کننده و سایر مواد شیمیایی مورد استفاده در صنعت نساجی توسعه یافت. آشنایی بلود با صنعت نساجی به ایدهٔ تولید رنگ‌های آنیلین برای افزایش سوددهی انجامید. در آن زمان، بیشتر رنگ‌ها از آلمان وارد می‌شد. تنها دو شرکت تولیدکنندهٔ رنگ در ایالات متحده وجود داشت. بلود تصمیم گرفت آنیلین را با نیترات کردن بنزن برای تشکیل نیتروبنزن و به‌دنبال آن احیا تولید کند. یکی از مشکلاتی که با آن روبه‌رو بود، تصفیهٔ بنزن از روغن‌های قیر سبک بود که کارخانه‌های تقطیر قطران زغال‌سنگ و کارخانه‌های گاز در بشکه عرضه می‌کردند. او که ستون تقطیر در اختیار نداشت، از یک پوستهٔ دیگ قدیمیِ متصل به سیم‌پیچ متراکم، استفاده کرد، اما کیفیت بنزن پایین بود.
او سپس با کارشناس تقطیر، جیمز آ. موفت، مدیر شعبهٔ شرکت استاندارد اویل پارکرزبورگ در کمدن، رایزنی کرد. موفت متقاعد شد که تولید رنگ می‌تواند سودآور باشد و بنابراین در شرکت بلراد و راثبون سرمایه‌گذاری کرد. برای تولید رنگ، شرکت جداگانه‌ای به نام محصولات آنیلین آمریکایی راه‌اندازی شد. پایه‌گذاران شرکت جدید، تجربهٔ اندکی در زمینهٔ ساخت رنگ داشتند، بنابراین به مطالعهٔ متون آلمانی پرداختند. پولی برای خرید تجهیزات جدید باقی نمانده بود، پس به‌ناچار از تجهیزات اسقاطی‌ای استفاده کردند که از ضایعات شرکت استاندارد اویل به دست می‌آوردند. به جای یک نیتراتور چدن سنگین، یک پوستهٔ دیگ قدیمی با ظرفیت ۱۰۰۰ گالن (۳۷۸۵ لیتر) با محوری مرکزی متشکل از پاروهای آهن ورزیده افقی نصب شد. دریچه‌ای که جریان اسید را به داخل نیتراتور تنظیم می‌کرد از طریق یک سیم چند صد فوتی به کار گرفته می‌شد. اپراتور به‌طور دوره‌ای به حد کافی به نیتراتور نزدیک می‌شد تا دماسنج را بخواند و به محل ایمنی بازگردد. خنک‌سازی با جاری‌شدن آب سرد چشمه روی بالا و کناره‌های نیتراتور انجام شد و واکنش در محدودهٔ پنج درجه فارنهایت نگه داشته می‌شد. این رویه منجر به ۷۰۰۰ تا ۸۰۰۰ پوند (۳۱۷۵ تا ۳۶۲۸ کیلوگرم) نیتروبنزن در هر دسته می‌شد. در سال ۱۸۸۳، او در بالتیمور به‌عنوان شیمیدان و تولیدکنندهٔ محصولات شیمیایی بر سر زبان‌ها افتاد و تصمیم گرفت روش‌های متداول در کارخانه‌های شیمیایی را بهبود ببخشد. بلود با تکیه بر مهارت‌های خود، پیشرفت‌های شگرفی در کسب‌وکار مواد شیمیایی به‌ویژه در روش‌های رنگرزی پارچه‌های پنبه‌ای کسب کرد و میان سال‌های ۱۸۹۰ و ۱۸۹۵، ۱۵ یا ۲۰ حق ثبت اختراع را برای فرایندهای شیمیایی خود به دست آورد که یکی از مهمترین آن‌ها فرایندش برای رنگرزی «آفتاب سریع» سایه‌های ماندگار است.
در سال ۱۹۰۶، بلود شرکت محصولات آب آوالون و شرکت برقی و تولیدی پاتاپسکورا راه‌اندازی کرد. او هزینهٔ ساخت سد بلود را پرداخت کرد که یک سد برق آبی روی رودخانهٔ پاتاپسکو بود که به‌عنوان نیروگاه تولید برق برای شرکت تولیدی و برق پاتاپسکو عمل می‌کرد. این اقدام، خدمتی برای تأمین برق برای کتونسویل، مریلند و نواحی اطراف آن بود. سد بلود به‌عنوان اولین سد هیدروالکتریک شناخته شده در نوع خود در کشور بود. او همچنین اولین بانک ملی کتونسویل را راه‌اندازی کرد و به‌مدت ۱۰ سال معاون آن بانک بود. بلود در سال ۱۹۰۸ به ریاست این بانک برگزیده شد. او راه‌آهن بالتیمور، کتونسویل و الیکات سیتی الکتریک را طراحی کرد و به سازماندهی بانک ملی شهر بالتیمور در سال ۱۹۱۰ کمک کرد و یکی از مدیران آن شد. عملکرد بلود در سایر روابط شغلی موجب معروفیتش شد و دیگران را ترغیب کرد تا او در هیئت‌مدیرهٔ شرکتشان حضور داشته باشد.
او در خانهٔ خود در کتونسویل، مریلند دیده از جهان فروبست.

## بشردوستی
درحالی‌که بلود برای اختراعات مختلف مفید و اقتصادی‌اش مدال‌های زیادی دریافت کرد، همچنین نشان داد که به‌طور کلی از نیکوکاران جامعه است. در ۱۰ نوامبر ۱۹۰۸، او ساختمان جدیدی را به بیمارستان مسلولین مریلند (یک آسایشگاه سل) اهدا کرد. این مؤسسه که به‌عنوان آسایشگاه ایدوود شناخته می‌شد، در ژوئن ۱۸۹۹ فعالیتش را آغاز کرد و تا ژوئیه ۱۹۶۴ در فضایی به مساحت ۲۳ هکتار (۰۹۳/۰ کیلومتر مربع) در تاوسون، مریلند به کار خود ادامه داد. ساختمان بلود به افتخار مادرش به‌عنوان بیمارستان یادبود ماری بلود برای مسلولین پیشرفته اختصاص داده شد و یکی از چندین ساختمان تشکیل‌دهندهٔ این مرکز بود. دکتر هنری بارتون جیکوبز، با حضور فرماندار مریلند، آستین لین کروترز، کشیش اسقف ویلیام پارت، شهردار بالتیمور، جی. بری ماهول و در یک جمع بزرگ ریاست این مرکز را برعهده گرفت. آخرین بقایای این مجتمع بیمارستانی، انباری بود که در اصل بخشی از مزرعهٔ استانزبری بود که قبلاً در آنجا وجود داشت و هنوز هم پابرجاست.
بلود تأمین مالی بسیاری از امور خیریه مهم دیگر را تقبل کرد و در شهر زادگاهش در کتونسویل، مریلند بهسازی‌ها و عمران‌های بسیاری را سامان داد.

## امور علمی
بلود عضو فعال چندین انجمن علمی بود که از آن جمله می‌توان به موارد ذیل اشاره کرد:
- انجمن بین‌المللی صنایع شیمیایی
- انجمن شیمی آمریکا
- باشگاه شیمیدانان شهر نیویورک[۱۹]

## اختراعات چشمگیر
چسب روی تمبرها و پاکت‌های پُستی را اختراع کرد.

## زندگی شخصی و خانوادگی
او در ۵ ژوئن ۱۸۸۳ با الیز شون، دختر کارل شون سینیور اهل تولدو، اوهایو، طراح و معمار کلبه‌های تابستانی در ایدن تراس در کتونسویل، عهد زناشویی بست. پیش از آن، او ساختمان‌های بسیاری را در تولدو طراحی کرده بود و بیش از ۱۵ سال سرپرستی آبراههٔ تولدو را برعهده داشت.
بلود با این ازدواج، همراهی همیشگی به دست آورد. آقا و خانم بلود پنج فرزند داشتند: ماری، کارل اس، ایلسه، ویکتور گوستاو بلود دوم و ویدا. بلود شخصیتی قوی داشت و هوشیار، پیشرو و بصیر بود. او به ورزش جسمی و روحی برای داشتن جسم و روح سالم باور داشت و به دیگران توصیه می‌کرد که از چه روش‌هایی برای دستیابی به موفقیت بهره ببرند. بلود در اوقات فراغت، ماهی‌گیری، قایقرانی و پیاده‌روی می‌کرد. او همچنین از پرتاب حلقه و سایر بازی‌ها با خانواده و دوستان لذت می‌برد و تمرین‌های ذهنی را نیز دوست داشت.
به باور بلود، پشتکار، راز موفقیت است.
هرگز تعهدی را به‌دلیل سخت بودن و امیدوارکننده نبودن رها نکنید، بلکه آنقدر ادامه دهید تا موفق شوید. برایم ثابت شده که اگر شعار مردم «هرگز دست از تلاش برندار!» باشد، به‌ندرت در انجام کارها یا اهداف ازپیش‌تعیین‌شده شکست می‌خورند. پشتکار تنها مؤلفهٔ بزرگ موفقیت است. در زندگی هدف داشته باشید، در میان کسانی که اطرافتان هستند، یک یار همراه پیدا کنید، مردان و زنانی را که شخصیت قوی دارند، رصد کنید.
یکی از خواهران او به نام گرترود بلود (زادهٔ ۱۸۴۵ ـ درگذشتهٔ ۱۹۰۵) شاعری برجسته بود. دو خواهر دیگر بلود، کیت (زادهٔ ۱۸۴۸ ـ درگذشتهٔ ۱۸۹۱؛ با هنرمند، طبیعت‌شناس و معلم آمریکایی ابوت هاندرسون تایر ازدواج کرد) و ایندیانا «ایندی» (زادهٔ ۱۸۵۴ ـ درگذشتهٔ ۱۹۳۶؛ با ساموئل توماس کینگ، پزشک و جراح منطقهٔ نیویورک ازدواج کرد) بودند.
نوهٔ او، ویکتور گوستاو بلود سوم (زادهٔ ۱۹۲۰ ـ درگذشتهٔ ۱۹۹۹)، مدیر تبلیغات بنتون و بولز بود.

## ارجاعات
1. ↑  Leonard, John William (1922), Who's Who in Finance and Banking, Who's Who in Finance Inc., p. 69
2. 1 2  "V.G. Bloede, Chemist and Philanthropist. Head of Ink Manufacturing Firm Dead at 88. Had Endowed Hospital in Baltimore". The New York Times. March 30, 1937. Retrieved 2008-05-22. Victor G. Bloede, for more than fifty years a manufacturing chemist and philanthropist, died Saturday at his home in Catonsville, near Baltimore, at the age of 88. Until a few weeks ago Mr. Bloede was active as the head of the ink manufacturing company which bears his name.
3. ↑  Bloede, Victor C. (1996), The Journey: Victor G. Bloede, His Forebears & Successors, Gateway Press, p. xi
4. ↑  "The synthetic dye industry in West Virginia began with the efforts of the chemist Victor G. Bloede (1849-1937)". Archived from the original on 19 August 2021. Retrieved 18 February 2022.
5. ↑  Bloede. - p.36.
6. ↑  Zucker, Adolf Eduard (1950), The Forty-Eighters: Political Refugees of the German Revolution of 1848, Columbia University Press, p. 280
7. ↑  New York Passenger Lists, 1820-1957. Ancestry.com.
8. ↑  "Extended History". Cooper Union. Archived from the original on 10 July 2007. Retrieved 2009-05-29. Victor Bloede gives money for Physical Chemistry Lab.
9. ↑  Earle, W.H.. "Victor Gustav Bloede." In Immigrant Entrepreneurship: German-American Business Biographies, 1720 to the Present, vol. 3, edited by Giles R. Hoyt. German Historical Institute. Last modified November 05, 2014.
10. ↑  Topper, Robert Q. "History of the Chem and ChemE Departments". Cooper Union. Retrieved 2019-05-06.
11. 1 2 3  Hall, Clayton Coleman (1912). Baltimore: Its History and Its People. Lewis Historical Publishing Company. pp. 615–618. He was born sixty-three years ago, in the year 1849, in the city of Dresden, Germany, the son of Gustav Bloede, a physician and member of the city council of Dresden during the revolution of that year. His mother, Marie Franziska Bloede, shared with her husband the lofty patriotism and ...
12. ↑  "Salt manufacturing along the Ohio River". Archived from the original on 19 August 2021. Retrieved 18 February 2022.
13. ↑  Bloede's Dam at MD-DNR[پیوند مرده]
14. ↑  Historic Context for the Archaeology of Industrial Labor in the State of  Maryland
15. ↑  "National Register of Historic Places Registration Form for the Old Catonsville Neighborhood Association (OCNA)". Archived from the original on 8 August 2016. Retrieved 18 February 2022.
16. ↑  Baltimore County Panorama, Brooks and Parsons, ISBN 0-937076-03-1, p.293
17. ↑  "Eudowood Dairy Barn (BA-1753)" (PDF). Maryland Historical Trust Inventory of Historic Properties. Retrieved 2013-10-05.
18. ↑  Noy, Mary (May–June 2015). "The Historic Eudowood Dairy Barn" (PDF). The Village Crier. p. 3. Archived from the original (PDF) on 8 March 2016. Retrieved 2015-12-02.
19. ↑  «the New York Chemists' Club». بایگانی‌شده از اصلی در ۶ ژوئن ۲۰۱۹. دریافت‌شده در ۱۸ فوریه ۲۰۲۲.
20. ↑  "Greater Parkersburg Fast Facts". Archived from the original on 14 December 2007. Retrieved 18 February 2022.
21. ↑  "History of Toledo and Lucas County".
22. ↑  Bloede. - p.105.
23. ↑  Hamersly, Lewis Randolph (1907), Who's who in New York City and State, Issue 3, L.R. Hamersly Co., p. 785